# 第29回ベルリン国際映画祭
第29回ベルリン国際映画祭は1979年2月20日から3月3日まで開催された。

## 概要
1979年のベルリン国際映画祭は、ベトナム戦争を扱った『ディア・ハンター』の上映を巡って問題が起きた。ソ連は、この作品の中でベトナムが偏って描かれていると抗議し、最終的に社会主義国は映画祭の不参加を決定した。

## 受賞
- 金熊賞：『David』(ペーター・リリエンタール)
- 銀熊賞
  - 審査員特別賞：『アレキサンドリアWHY?』 (ユーセフ・シャヒーン)
  - 監督賞：アストリズ・ヘニング＝イエンセン (『冬生まれの子ら』)
  - 男優賞：ミケーレ・プラチド (『美しき少年/エルネスト』)
  - 女優賞：ハンナ・シグラ (『マリア・ブラウンの結婚』)

## 上映作品

### コンペティション部門
長編映画のみ記載。アルファベット順。邦題がついていない場合は原題の下に英題。
| 題名 原題                                             | 監督                                 | 製作国                     |
| ----------------------------------------------------- | ------------------------------------ | -------------------------- |
| A Ménesgazda                                          | アンドラーシュ・コヴァクス           | ハンガリー                 |
| David                                                 | ペーター・リリエンタール             | 西ドイツ                   |
| マリア・ブラウンの結婚 Die Ehe der Maria Braun        | ライナー・ヴェルナー・ファスビンダー | 西ドイツ                   |
| Die Erste Polka (The First Polka)                     | クラウス・エメリッヒ                 | 西ドイツ                   |
| El Corazón del bosque                                 | マヌエル・グティエレス・アラゴン     | スペイン                   |
| 美しき少年/エルネスト Ernesto                         | サルヴァトーレ・サンペリ             | イタリア スペイン 西ドイツ |
| ハードコアの夜 Hardcore                               | ポール・シュレーダー                 | アメリカ合衆国             |
| アレキサンドリアWHY? Iskanderija... lih?              | ユーセフ・シャヒーン                 | エジプト アルジェリア      |
| Kassbach - Ein Porträt                                | ペーター・パザック                   | オーストリア               |
| Kejsaren (The Emperor)                                | Jösta Hagelbäck                      | スウェーデン               |
| ジャンヌ・モローの思春期 L'adolescente                | ジャンヌ・モロー                     | フランス                   |
| 逃げ去る恋 L'amour en fuite                           | フランソワ・トリュフォー             | フランス 西ドイツ          |
| 注目すべき人々との出会い Meetings with Remarkable Men | ピーター・ブルック                   | イギリス                   |
| メシドール Messidor                                   | アラン・タネール                     | フランス スイス            |
| ブルックリン物語 Movie Movie                          | スタンリー・ドーネン                 | アメリカ合衆国             |
| ノスフェラトゥ Nosferatu: Phantom der Nacht           | ヴェルナー・ヘルツォーク             | 西ドイツ フランス          |
| 冬生まれの子ら Vinterbørn                             | アストリズ・ヘニング＝イエンセン     | デンマーク                 |

## 審査員
- ジュリー・クリスティ (イギリス/女優)
- リリアーナ・カヴァーニ (イタリア/監督)
- Pál Gábor (ハンガリー/監督)
- ロマン・ギャリー (ソ連/作家・脚本家)
- イングリット・カーフェン (西ドイツ/女優)
- ゲオルグ・アレクサンダー (西ドイツ/俳優)
- ヨーン・ドーネル (フィンランド/プロデューサー)